# Александров
Александров (рус. Александров) град је у Русији у Владимирској области. Налази се на југоисточном делу Смоленско-московске узвисине, 100 km североисточно од Москве и 125 km северозападно од града Владимира. Кроз град протиче река Сераја, притока Кљазме.
Према попису становништва из 2010. у граду је живело 61.544 становника.
Александров је основан средином 14. века, а градски статус је стекао 1778. године. Град се убраја у Златни круг историјских градова Русије.

## Становништво
Према прелиминарним подацима са пописа, у граду је 2010. године живело 61.544 становника, 3.280 (5,06%) мање него 2002. године.
| 1939.  | 1959.  | 1970.  | 1979.  | 1989.  | 2002.  | 2010.  |
| ------ | ------ | ------ | ------ | ------ | ------ | ------ |
| 27.726 | 36.738 | 49.911 | 60.391 | 68.220 | 64.824 | 61.551 |